# Tulijärvi (sjö i Kuhmo, Kajanaland, 64,05 N, 29,53 Ö)
Tulijärvi är en sjö i kommunen Kuhmo i landskapet Kajanaland i Finland. Sjön ligger 192,3 meter över havet. Den är 18,6 meter djup. Arean är 56 hektar och strandlinjen är 4,66 kilometer lång. Sjön  ingår i Uleälvens huvudavrinningsområde.   Den ligger omkring 88 kilometer öster om Kajana och omkring 490 kilometer nordöst om Helsingfors. 